# Aktion Sühnezeichen Friedensdienste
Die Aktion Sühnezeichen Friedensdienste (ASF) (oder nur Aktion Sühnezeichen), besonders im englischsprachigen Ausland auch unter Action Reconciliation / Service For Peace (ARSP) bekannt, ist eine deutsche Organisation der Friedensbewegung.
Aktion Sühnezeichen Friedensdienste e. V. wurde 1958 am Rande der Synode der Evangelischen Kirche in Deutschland von Lothar Kreyssig initiiert und ihre Gründung vorangetrieben. Die Organisation ist besonders durch ein internationales Freiwilligenprogramm und die Organisation von Workcamps in Europa bekannt.

## Ziele
ASF organisiert Freiwilligendienste und Begegnungsprogramme (Friedensdienste) in Europa, Israel und in den USA. Die Auseinandersetzung mit den Verbrechen des Nationalsozialismus und ihren Folgen ist für die Organisation seit 1958 Motiv und Verpflichtung für konkretes Handeln in der Gegenwart. Freiwillige begleiten Holocaustüberlebende und ehemalige Zwangsarbeiter, unterstützen Menschen mit Behinderungen, sozial Benachteiligte und engagieren sich in Gedenkstätten und Organisationen gegen Antisemitismus, Rassismus und Rechtsextremismus.

## Auszüge aus der Vereinssatzung der ASF
§ 2 Zweck und Arbeitsweise
1. Der Verein ist eine Organisation, die – in Aufnahme und Weiterführung des Gründungsaufrufes von 1958 – die Versöhnung mit den vom nationalsozialistischen Deutschland überfallenen wie von der Vernichtung bedrohten Völkern und Menschengruppen und die Entwicklung der Friedensfähigkeit zum Ziel hat. Zweck des Vereins ist somit die Förderung der Völkerverständigung und der Bildung.
2. Er verwirklicht seine Aufgaben insbesondere durch:

a) kurzfristige und langfristige Freiwilligendienste im In- und Ausland in Projekten zur Unterstützung von Menschen mit Behinderungen, sozial Benachteiligten, älteren Menschen, in Gedenkstätten und Museen, in Forschungsinstitutionen und politischen Initiativen (steuerbegünstigte Organisationen und Körperschaften);
b) Seminare und Bildungsangeboten für Freiwillige, Multiplikatoren und eine interessierte Öffentlichkeit;
c) Hilfe für Opfer von Gewaltherrschaft durch Freiwilligendienste, Kampagnen, Spendenaufrufe oder Sammelaktionen;
d) Information der Öffentlichkeit über die vom Verein verfolgten Ziele.

## Geschichte der Aktion Sühnezeichen Friedensdienste

### Vorgeschichte
Die Vorgeschichte von Aktion Sühnezeichen Friedensdienste (ASF) beginnt mit dem Versagen der Kirchen in Deutschland während der Zeit des Nationalsozialismus und mit dem Widerstand gegen das Hitler-Regime. So gehörte Lothar Kreyssig, der Gründer von Aktion Sühnezeichen, zum Widerstand innerhalb der Bekennenden Kirche. Mit der Unterstützung einiger Gleichgesinnter wie z. B. Martin Niemöller, Gustav Heinemann, Elisabeth Schmitz und später auch Franz von Hammerstein thematisierte er in der Nachkriegszeit das Versagen der Kirchen und drängte auf Buße und Umkehr.

### Gründungsaufruf der Aktion Sühnezeichen
1954 versuchte Lothar Kreyssig auf dem Kirchentag in Leipzig zum ersten Mal, Mitstreiter für seinen Versöhnungsdienst zu finden. Sein Aufruf fand jedoch kaum Gehör. „Dass etwas richtig und notwendig ist, genügt noch nicht für die Verwirklichung in Raum und Zeit. Die Stunde dafür muss da sein“, schrieb er später in seiner unveröffentlichten Autobiographie. Vom 26. bis 30. April 1958 tagte schließlich die Synode der Evangelischen Kirche Deutschlands abwechselnd in Spandau (West-Berlin) und in Weißensee (Ost-Berlin). Zu diesem Zeitpunkt war die Synode der Evangelischen Kirche in Deutschland noch eine gesamtdeutsche Versammlung, auf der die Synodalen aus der Bundesrepublik und aus der DDR gemeinsam berieten. 1958 wurde äußerst kontrovers über den westdeutschen Militärseelsorgevertrag und eine mögliche Atombewaffnung der Bundeswehr diskutiert. In dieser aufgewühlten Stimmung verlas Präses Lothar Kreyssig am letzten Verhandlungstag der Synode den Aufruf zur Gründung von Aktion Sühnezeichen. Zahlreiche Synodale unterzeichneten den Aufruf noch am selben Abend.
Dieser Aufruf stellte nicht nur ein Schuldbekenntnis dar, sondern forderte auch konkrete Konsequenzen. Jedoch funktionierte dies nicht in der Weise, dass die Aktion Sühnezeichen Hilfe anbot, sondern darum bat, helfen zu dürfen. Diese in der Kirchengeschichte einmalige, demütige Haltung war eine Absage an jedes bevormundende Funktionalisieren des Sühnegedankens. Sie sollte die Bereitschaft signalisieren, sich einzulassen, also im Tun und im Dialog zu lernen – denn die Bitte setzt auf Gespräch, auf Antwort und auf neues Tun.
Aktion Sühnezeichen wurde ursprünglich als gesamtdeutsche Organisation gegründet; die Spaltung Deutschlands machte jedoch eine gemeinsame Arbeit unmöglich. So entwickelten sich in den beiden deutschen Staaten zwei Organisationen mit einem gemeinsamen Ziel, aber unterschiedlichen Schwerpunkten in der praktischen Arbeit.

### ASF in der Bundesrepublik Deutschland
Die Arbeit der westdeutschen ASF begann 1959 in den Niederlanden und in Norwegen in Form von Bauprojekten. Bald folgten weitere Projekte in anderen Ländern. Freiwillige halfen z. B. beim Bau einer Synagoge in Villeurbanne und der Versöhnungskirche von Taizé in Frankreich, bei der Errichtung eines Kindergartens in Skopje/Jugoslawien, bei der Installation einer Bewässerungsanlage auf Kreta/Griechenland, beim Bau einer internationalen Begegnungsstätte in der zerstörten Kathedrale von Coventry in Großbritannien. Die Arbeit in Israel konnte 1961 nach der Beendigung des Eichmann-Prozess mit einem Projekt in einem Kibbuz begonnen werden. Ab Mitte der 1960er-Jahre veränderte sich das Einsatzgebiet der Freiwilligen langsam. Es gab immer weniger Bauprojekte und es kamen v. a. Projekte in der Gedenkstätten-, Alten- und Sozialarbeit dazu. In den 1980er-Jahren wurden weitere Projektstellen in den Bereichen Strukturelle Diskriminierung, Arbeit für Menschenrechte und Nachbarschaftshilfe etabliert. Im September 1985 publizierte ASF zusammen mit der AGDF (Aktionsgemeinschaft Dienst für den Frieden) auf dem 21. Deutschen Evangelischen Kirchentag in Düsseldorf die fünf Düsseldorfer Friedensthesen gegen militärische Abschreckungspotentiale, für eine gerechtere Verteilung des Reichtums auf der Welt, für eine Verweigerung des Kriegsdienstes, für Gewaltfreiheit.

### ASZ in der DDR
Die ostdeutsche Aktion Sühnezeichen (ASZ) konnte nach 1961 aufgrund des Mauerbaus keine Freiwilligen mehr zu den Projekten in Westeuropa entsenden. Da die DDR den Mythos des „antifaschistischen Staats“ propagierte und eine Haftung für die Folgen des Nationalsozialismus verweigerte, waren die Projekte der ASZ am Anfang nur auf das Gebiet der DDR und den innerkirchlichen Raum begrenzt.
1962 begann die Sühnezeichen-Arbeit mit dem Aufbau und der Entwicklung von Sommerlagern, in denen Menschen aus verschiedenen Ländern für zwei bis drei Wochen zusammen lebten und arbeiteten. Dieser so bescheidene und beschwerliche Anfang wurde zum Fundament zukünftiger Arbeit. Auf diesem Fundament konnten die Strukturen und Konzeptionen für die Arbeit der Aktion Sühnezeichen in der DDR aufgebaut werden.
In den Jahren 1965 und 1966 konnten dennoch Freiwilligengruppen in Zusammenarbeit mit dem Katholischen Seelsorgeamt Magdeburg nach Auschwitz, Majdanek, Stutthof und Groß-Rosen fahren. 1967 und 1968 scheiterten weitere Reisen zu Gedenkstätten in der Volksrepublik Polen und in der ČSSR trotz Einladungen an der staatlichen Visa-Verweigerung. Erst nach Einführung des visafreien Reiseverkehrs im Jahr 1972 zwischen der DDR und Polen sowie der CSSR konnten wieder deutsche Jugendliche und nun auch polnische und tschechoslowakische Freiwillige an Sommerlagern in Polen und Einsätzen in der DDR teilnehmen. 1979 arbeitete erstmals eine Gruppe in Buchenwald. Auf diese Weise fand nun ein Teil der Sommerlager außerhalb der Kirche statt. Ab 1981 wurde die Anzahl der Sommerlager in diesen Arbeitsbereichen erweitert; so etwa in Buchenwald, Sachsenhausen, Ravensbrück und Mittelbau-Dora. Sühnezeichen-Gruppen waren ab dieser Zeit an der Erhaltung und Wiederherstellung von jüdischen Friedhöfen in fast allen Regionen der DDR beteiligt. Von 1962 bis 1992 nahmen über 12.000 Freiwillige an den Sommerlagern von ASZ teil.

### Wiedervereinigung bis heute
Nach der deutschen Wiedervereinigung wurden die beiden deutschen Organisationen vereinigt. Dabei blieben die beiden unterschiedlichen Formen von Freiwilligendiensten – langfristige Freiwilligendienste von ASF und kurzfristige Freiwilligendienste und Sommerlager von ASZ – erhalten. Seit Ende der 1990er-Jahre erhöht ASF die Anzahl der Projektstellen, um auf die veränderte Nachfrage und neue Möglichkeiten wie den Europäischen Freiwilligendienst zu reagieren.
Am 27. Mai 2018 wurde in einem Festakt in der Französischen Friedrichstadtkirche das 60-jährige Bestehen der Aktion Sühnezeichen Friedensdienste gefeiert.

## Aktuelle Arbeitsfelder der Aktion Sühnezeichen Friedensdienste

### Langfristige Freiwilligendienste
ASF entsendet momentan pro Jahr rund 160 Freiwillige in Länder, die in besonderem Maße unter der NS-Herrschaft gelitten haben: Belarus, Belgien, Frankreich, Griechenland, Großbritannien, Israel, die Niederlande, Norwegen, Polen, Russland, Tschechien, Ukraine und USA. Aufgrund des russischen Angriffskrieges ist derzeit kein Freiwilligendienst in der Ukraine möglich. Aufgrund der politischen Lage ruhen auch die Programme in Belarus und Russland. Die Freiwilligen sind überwiegend junge Menschen zwischen 18 und 27 Jahren. Vielfach kann der Freiwilligendienst auch als Europäischer Freiwilligendienst oder Freiwilliges Soziales Jahr anerkannt werden. Die Freiwilligen unterstützen und begleiten Überlebende der Shoah und ihre Nachkommen, arbeiten in Gedenkstätten mit, kümmern sich um ältere Menschen, Menschen mit Behinderung, sozial Benachteiligte und Flüchtlinge und engagieren sich in Stadtteilprojekten und Antirassismusinitiativen.

#### Projektländer

##### Belarus
Seit 1992 entsendet ASF jährlich Freiwillige nach Belarus. In den 1960er Jahren gab es bereits erste Sommerlager. Schwerpunkt der Freiwilligenarbeit sind die Begleitung und Unterstützung für Shoah-Überlebende und ehemalige NS-Zwangsarbeiter sowie für Kinder und Erwachsene mit Behinderungen, etwa in den Projekten Geschichtswerkstatt Minsk und im Zentrum der Kinderonkologie in Minsk. Aufgrund der politischen Lage musste das Freiwilligenprogramm in Belarus vorerst unterbrochen werden.

##### Belgien
Die Arbeit in Belgien begann 1964 mit dem Wiederaufbau eines Jugendheims für Jugendliche in Ath. Zurzeit entsendet ASF nach Belgien elf Freiwillige. Sie engagieren sich z. B. in Einrichtungen für Menschen mit Behinderungen wie z. B. in der Archengemeinschaft in Brugge/Mourkerke, in der Sozial- und Flüchtlingshilfe, der Jugendarbeit und in Projekten für historische und politische Bildung, wie jenes im Jüdischen Museum von Belgien. Seit 2004 gibt es ein eigenes Länderbüro von ASF in Belgien. Neben der Betreuung der Freiwilligen liegt die Hauptaufgabe des Büros auch in der Kontaktpflege mit den Institutionen der Europäischen Union und weiterer in Brüssel ansässiger Organisationen. In diesem Sinne nimmt das belgische Länderbüro eine besondere Stellung gegenüber anderen Länderbüros ein.

##### Frankreich
In Frankreich ist ASF seit 1961 aktiv. Die ersten Projekte beinhalteten die Hilfe beim Aufbau der Versöhnungskirche in Taizé und einer Synagoge in Villeurbanne. Nach Frankreich entsendet ASF zurzeit ca. 17 Freiwillige. Sie arbeiten hier z. B. mit älteren Menschen, mit Überlebenden der Shoah und deren Nachkommen sowie mit wohnungslosen und sozial benachteiligten Menschen und Menschen mit Behinderung.

##### Griechenland
Aktion Sühnezeichen engagiert sich seit ihren Anfängen immer wieder gegen das Vergessen und für eine Anerkennung der deutschen Kriegsschuld gegenüber Griechenland. Bereits 1960/61 fanden erste Arbeitseinsätze der Aktion Sühnezeichen in der Märtyrergemeinde Sérvia (Westmakedonien) statt. 1963–1967 arbeiteten Sühnezeichengruppen auf Kreta in den Märtyrergemeinden Kándanos und Livadás. 2015–2017 fanden Sommerlager in Kastoria und in der Märtyrergemeinde Kleisoúra (Westmakedonien) statt, 2019 wurde die Zusammenarbeit mit der Orthodoxen Akademie Kretas wieder aufgenommen. Seit September 2021 werden ca. fünf Freiwillige aus Deutschland im langfristigen Freiwilligendienstprogramm nach Griechenland entsandt.

##### Großbritannien
Seit 1961 arbeitet ASF in Großbritannien. In den Ruinen der Kathedrale in Coventry bauten Freiwillige eine internationale Begegnungsstätte der Versöhnung. Seit 2000 läuft auch ein sogenanntes „Trilaterales Programm“, bei dem ukrainische, polnische und deutsche Freiwillige zusammenarbeiten. Derzeit werden ca. zwölf Freiwillige nach Großbritannien entsandt, die sich z. B. im Leo Baeck Institute in London oder bei der Roma Support Group in London einsetzen.

##### Israel
Die Arbeit von ASF in Israel begann 1961. Die ersten Freiwilligen leisteten Aufbauarbeit oder arbeiteten in Kibbuzim mit. Heute sendet ASF jährlich ca. 25 Freiwillige nach Israel, die in verschiedensten Projekten mit sozial Benachteiligten und älteren Menschen arbeiten. Auch arbeiten viele Freiwillige in der historischen und politischen Bildung, etwa in der nationalen Gedenkstätte Yad Vashem in Jerusalem. Viele der Freiwilligen arbeiten zudem in Projekten mit Überlebenden der Shoah, insbesondere bei der Hilfsorganisation AMCHA. Ein weiterer Baustein ist die Arbeit für die jüdisch-arabische Verständigung, etwa im Leo Baeck Zentrum in Haifa. In Jerusalem befindet sich zudem die Internationale Begegnungsstätte Beit Ben Yehuda (BBY) mit dem israelischen Länderbüro der ASF und Seminar- und Gästeräumen.
Am 26. April 1978 wurde auf einen parkenden Bus auf einem Platz in Nablus, in dem sich 34 junge Freiwillige der Aktion Sühnezeichen aus Deutschland befanden, ein Terroranschlag verübt. Der Bus war nach einer viertägigen Exkursion in den Norden Israels und einem Zwischenstopp in Nablus auf der Rückfahrt nach Jerusalem, als ein junger Palästinenser seine selbstgebastelte Rohrbombe, gefüllt mit abgesägten Nägeln durch ein offenes Fenster in den Bus warf. Dabei starben die beiden Freiwilligen, Susanne Zahn und Christoph Gaede, fünf weitere wurden schwer verletzt.

##### Niederlande
Die Arbeit begann bereits 1959 mit dem Aufbau einer friesischen Feriensiedlung. Ca. 17 Freiwillige werden zurzeit in die Niederlande geschickt. Sie arbeiten dort unter anderem in der historischen und politischen Bildung, z. B. in Amsterdam im Jüdisches Museum oder in der Anne Frank Stichting sowie in Friedens- und Antirassismusprojekten und im sozialen Bereich.

##### Norwegen
Mit dem Bau eines Wirtschaftsgebäudes für ein Behindertenheim in Trastad und dem Bau einer Kirche in Kokelv (beides in der Finnmark/Nordnorwegen) mit Helfern aus Ost- und Westdeutschland begann die Arbeit 1959. Augenblicklich sind ca. 19 Freiwillige in Norwegen, die sich vor allem in der Arbeit für Menschen mit Behinderung einsetzen.

##### Polen
Zurzeit arbeiten ca. 16 Freiwillige in Polen. Sie arbeiten häufig mit in Vereinen für ehemalige KZ-Häftlinge und auch in der Internationalen Jugendbegegnungsstätte in Oświęcim/Auschwitz und in Gedenkstätten wie Stutthof bei Danzig oder Majdanek bei Lublin. Seit 2009 gibt es wie in Großbritannien ein bilaterales Programm mit ukrainischen, polnischen und deutschen Freiwilligen.

##### Russland
Erst 1990 reisten Freiwillige nach Moskau und Leningrad/St. Petersburg und arbeiteten in einem Behindertenheim und im Krankenhaus für Veteranen des „Großen Vaterländischen Krieges“. Weitere Projektpartner sind beispielsweise das Russische Forschungs- und Bildungszentrum „Holocaust“ und die russische Menschenrechtsorganisation Memorial. Aufgrund der politischen Lage musste das Freiwilligenprogramm in Russland vorerst unterbrochen werden.

##### Tschechien
1993 durfte ASF erstmals Freiwillige nach Prag in die Jüdische Gemeinde senden. Es gibt 15 Plätze, z. B. in der Jugendbegegnungsstätte Theresienstadt sowie anderen sozialen Einrichtungen in den Städten Brno, Budějovice, Olomouc, Ostrava und Prag. Die Freiwilligen engagieren sich auch für Menschen mit Behinderungen z. B. in Zusammenarbeit mit Caritas und Diakonie, sowie in der Unterstützung ehemaliger Zwangsarbeiter.

##### Ukraine
Hauptarbeitsfelder in Ukraine sind, seit Beginn der Arbeit in 2004, die Betreuung ehemaliger Zwangsarbeiterinnen und Zwangsarbeiter, historische Bildungsarbeit und Sozialarbeit. Die Freiwilligen engagieren sich z. B. im Reha Zentrum in Kyiw und im Museum für jüdische Geschichte und Kultur der Bukowina in Tscherniwzi. Aufgrund der politischen Lage in Belarus und Russland sowie des russischen Angriffskrieges gegen die Ukraine mussten die Freiwilligenprogramme in diesen Ländern vorerst unterbrochen werden. Freiwillige aus der Ukraine können weiterhin an den Freiwilligenprogrammen in Deutschland und Polen teilnehmen. Aktuelle und ehemalige Freiwillige unterstützen aus der Ukraine geflüchtete Menschen in mehreren Projekten in Polen und Deutschland und beteiligen sich seit der Invasion im Februar 2022 an humanitären Hilfslieferungen an NS-Überlebende und Opfer des Krieges mit Schwerpunkt auf die Region Odessa.

##### USA
In den USA gibt es ca. 24 Freiwilligenstellen. 1968 entstanden auf Bitten von US-amerikanischen Friedenskirchen, die zuvor Freiwillige nach Deutschland aussandten, die ersten Plätze für Freiwillige. Bis 1980 war Aktion Sühnezeichen hauptsächlich an Projekten für soziale Gerechtigkeit beteiligt. Auch Community Organizing spielte in den 1980er-Jahren eine große Rolle bei der Freiwilligenarbeit. Erst später konnten Kooperationen und Freiwilligenstellen bei jüdischen Einrichtungen geschaffen werden. Heute werden Freiwilligenstellen in der Arbeit mit älteren Menschen, Menschen mit Behinderungen, sozial Benachteiligten und  in der historisch-politischen Bildungsarbeit angeboten, z. B. im American Jewish Comitee in New York und bei IRTF – The InterReligious Task Force in Cleveland.

### Internationales Deutschlandprogramm
Nachdem in den 1980er Jahren Partnerorganisationen Freiwilligenaufenthalte in Deutschland angeregt hatte, kommen seit 1996 pro Jahr 15 bis 20 Freiwillige aus den USA, Israel und verschiedenen Ländern Europas für einen Friedensdienst nach Deutschland.

### Kurzfristige Freiwilligendienste
An den rund 25 Sommerlagern im In- und Ausland nehmen jedes Jahr rund 300 Menschen teil, leben und arbeiten gemeinsam. Alle Sommerlager werden von Ehrenamtlichen geleitet. Häufig sind dies ehemalige langfristige Freiwillige, die ihre Erfahrungen aus dem Friedensdienst weitergeben möchten. In den zwei bis drei Wochen halten die Freiwilligen z. B. jüdische Friedhöfe und Gedenkstätten in Stand, arbeiten in sozialen Einrichtungen und engagieren sich in interkulturellen Projekten. Darüber hinaus tauschen sie sich über aktuelle und historische Fragestellungen aus.

### Ehrenamtliches Engagement
Viele junge wie ältere Ehemalige sind in Regionalgruppen und Freundeskreisen auch nach ihrem Freiwilligendienst weiter für ASF ehrenamtlich tätig. Mit der Durchführung der lang- und kurzfristigen Freiwilligendienste sind weitere Ehrenamtliche beschäftigt, zum Teil tragen diese auch zur Öffentlichkeits- und Bildungsarbeit bei.

### Öffentlichkeitsarbeit
ASF gibt die regelmäßig erscheinende Zeitschrift „zeichen“ heraus, die Aktuelles aus der Arbeit der Freiwilligen und Projektpartner berichtet sowie sich jeweils einem bestimmten Themenschwerpunkt widmet. Mit den Predigthilfen zum Israelsonntag, zum 9. November in der Ökumenischen Friedensdekade und zum Gedenktag für die Opfer des Nationalsozialismus will ASF theologische Erkenntnisse aus dem jüdisch-christlichen Dialog sowie aus dem Dialog mit dem Islam in die Gemeinden hinein vermitteln. Außerdem meldet sich ASF zu aktuellen politischen Themen zu Wort. Dabei bezieht ASF öffentlich Stellung gegen Antisemitismus, Rechtsextremismus und Rassismus und engagiert sich nachdrücklich für die Entschädigung von durch die Nationalsozialisten Verfolgten, den interreligiösen und interkulturellen Dialog sowie einen gerechten Frieden. Einen zusätzlichen Themenschwerpunkt der Arbeit von Aktion Sühnezeichen Friedensdienste bestimmt das in der Mitgliederversammlung beschlossene Jahresthema. Das Zwei-Jahresthema für 2022 und 2023 lautet „Antisemitismus, Antijudaismus, Antiisraelismus“.

### Bildungsarbeit
Mit Veranstaltungen, Workshops, Seminaren und Tagungen zu den Themenfeldern Erinnerungspolitik und interreligiöser Dialog will ASF zur gesellschaftlichen Debatte anregen.
Als Stifterin, Trägerin bzw. Kooperationspartnerin trägt ASF wesentlich zur Arbeit der Begegnungsstätten
- Internationale Jugendbegegnungsstätte (IJBS)/Międzynarodowy Dom Spotkań Młodzieży (MDSM) in Oświęcim/Auschwitz,
- Beit Ben Yehuda – Haus Pax in Jerusalem und
- Internationale Begegnungsstätte Foyer Le Pont in Paris

bei.

## Auszeichnungen
- Theodor-Heuss-Preis 1965
- Buber-Rosenzweig-Medaille 1993
- Marion-Samuel-Preis 2001
- Hans Ehrenberg-Preis 2006
- Deutsch-Polnischer Preis 2008[10]
- bpb-einheitspreis 2011[11]
- Transparenzpreis des Deutschen Caritasverband und der Diakonie Deutschland 2015[12]
- Internationaler Preis des Westfälischen Friedens 2016[13]

## Siegel
- Quifd-Qualitätssiegel[14]
- DZI-Siegel
- Unterzeichnerin Initiative Transparente Zivilgesellschaft[15]

## Mitgliedschaft
- in der Aktionsgemeinschaft Dienst für den Frieden (AGDF)
- in den USA: Council of Religious Volunteer Agencies (CRVA)
- in der Evangelischen Arbeitsgemeinschaft für Kriegsdienstverweigerung und Frieden
- Evangelisches Werk für Diakonie und Entwicklung[16]
- Deutsch-Israelische Gesellschaft (DIG)
- Nagelkreuzgemeinschaft

## Vorsitzende
- 1980–1984: Kurt Scharf
- 1990–1998 ?: Klaus Geyer[17]
- 2001–2010: Ruth Misselwitz
- 2010–2015: Elisabeth Raiser
- 2015–2020: Stephan Reimers
- seit 2020: Ilse Junkermann

## Geschäftsführung
- seit 10/2012: Jutta Weduwen
- Stellvertretende Geschäftsführung: Thomas Heldt

## Bekannte ehemalige Engagierte
- Gregor Amann, SPD-Politiker
- Norbert Boesche, Autor
- Cord Brügmann, Jurist und Historiker, Direktor der Stiftung Forum Recht, ehem. Hauptgeschäftsführer Deutscher Anwaltverein
- Detlef Garbe, Gedenkstättenleiter KZ-Gedenkstätte Neuengamme
- Jochen Hartloff, Minister der Justiz und für Verbraucherschutz des Landes Rheinland-Pfalz
- Christoph Heubner, Exekutiv-Vizepräsident des Internationalen Auschwitz Komitees
- Martin H. Jung, evangelischer Theologe
- Wilhelm Kaltenborn, deutscher Gewerkschafter
- Heike Kleffner, deutsche Journalistin und Autorin
- Hans-Peter Kuhnen, Archäologe
- Reinhard Leue, evangelischer Theologe
- Hendrik Liersch, Verleger und Autor
- Arne Lietz, SPD-Politiker
- Thomas Lutz, Leiter des Gedenkstättenreferates, Stiftung Topographie des Terrors
- Kristof Magnusson, Autor und Übersetzer
- Andreas Maislinger, Gründer des österreichischen Gedenkdienstes
- Andreas Maurer, Politikwissenschaftler
- Eduard Mühle, Historiker
- Thomas Oppermann, SPD-Politiker
- Anke Plättner, Journalistin und Moderatorin[18]
- Peter Reik, Autor und Lyriker
- Joachim Schlör, Kulturwissenschaftler an der University of Southampton
- Angela Steidele, Autorin
- Christian Sterzing, Politiker Bündnis 90/Die Grünen
- Robert Thalheim, Regisseur
- Holger Weinert, Journalist und Fernsehmoderator
- Jakob von Weizsäcker, SPD-Politiker